# Roche-et-Raucourt

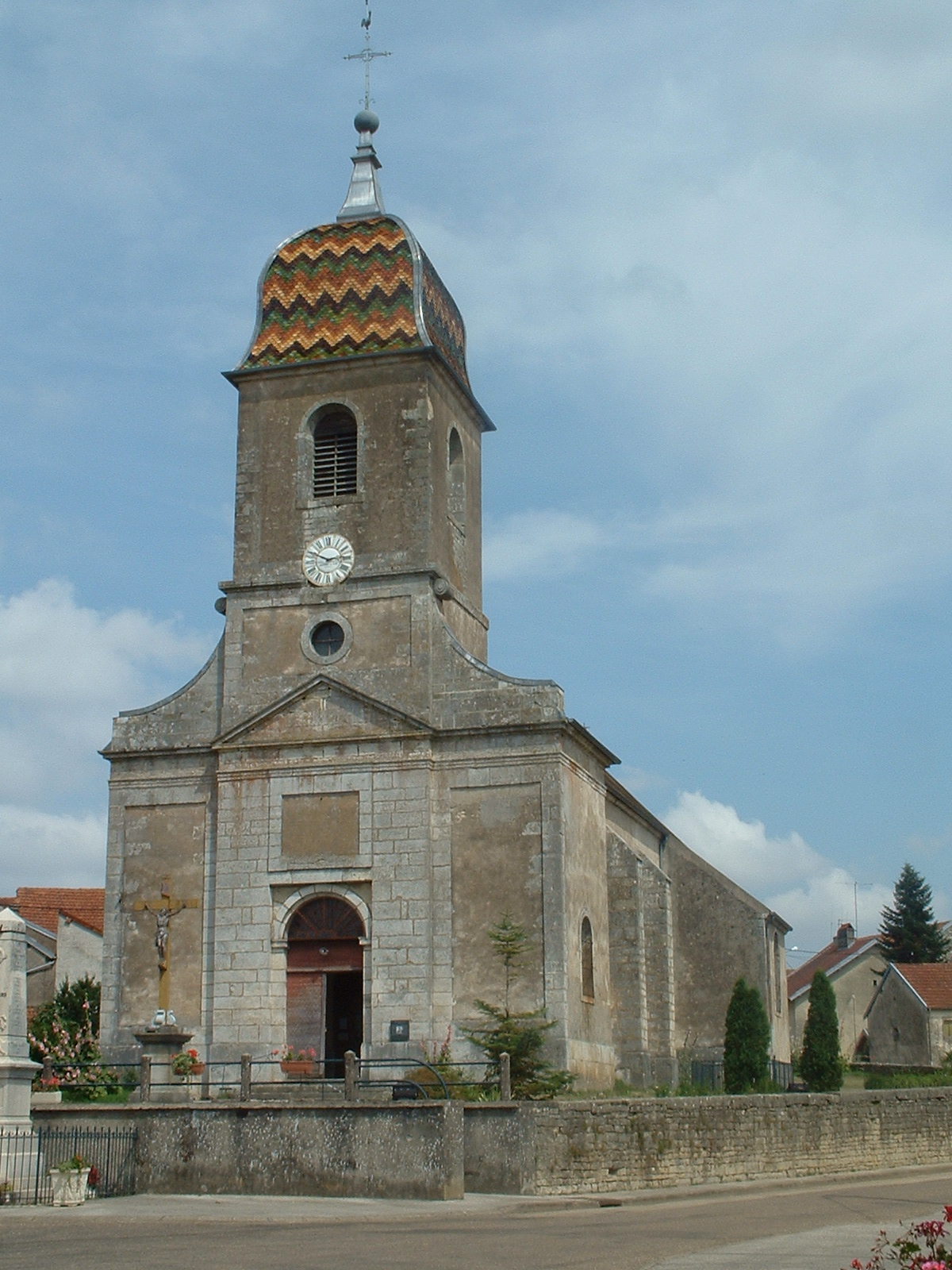
Kerk

Roche-et-Raucourt is een gemeente in het Franse departement Haute-Saône (regio Bourgogne-Franche-Comté) en telt 149 inwoners (2011). De plaats maakt deel uit van het arrondissement Vesoul.

## Geografie
De oppervlakte van Roche-et-Raucourt bedraagt 13,5 km², de bevolkingsdichtheid is 11 inwoners per km².
De onderstaande kaart toont de ligging van Roche-et-Raucourt met de belangrijkste infrastructuur en aangrenzende gemeenten.

## Demografie
Onderstaande figuur toont het verloop van het inwonertal (bron: INSEE-tellingen).